# 朝熊利英
朝熊 利英（あさくま としひで、1892年〈明治25年〉11月12日 - 1987年〈昭和62年〉7月11日）は、日本の海軍軍人（造兵科士官→技術科士官）。最終階級は海軍技術中将。魚雷設計の天才といわれ、酸素魚雷、特殊潜航艇の開発に貢献した。海軍技術有功章を受章。

## 人物・来歴

### 略歴
兵庫県出身。東京帝大工学部造兵科を卒業。在学中に海軍造兵学生となり、卒業後、海軍造兵中技師(中尉相当)任官。海軍造兵科士官は兵器の設計開発にあたる将校相当官で、後に海軍造船科士官（造船にあたる）・海軍造機科士官（機関の造修にあたる）と合わせて海軍技術科士官と改称された。朝熊は造兵大尉時代まで呉海軍工廠に属し、魚雷部員、砲熕部員を務めている。1923年(大正12年)12月より一年半に渡り造兵監督官として英国に出張した。1925年(大正14年)12月造兵少佐、1930年(昭和5年)12月造兵中佐に進級。この間艦政本部員を務め、東大工学部の講師を兼任している。酸素魚雷の開発に成功したのはこの中佐時代であり、功績により旭日中綬章を授けられた。のちに特殊潜航艇の開発設計主任として貢献。造兵少将・呉工廠水雷部長として日米開戦を迎え、川棚工廠長に転じ艦政本部出仕兼呉鎮守府出仕を兼任。1945年(昭和20年)5月1日技術中将へ昇進。同年10月30日予備役編入となった。

### 酸素魚雷
朝熊は中佐として艦政本部に在任中に酸素魚雷の開発に携わった。酸素魚雷の開発を主導したのは、艦政本部第二課長・岸本鹿子治である。酸素魚雷の開発はイギリス海軍が先行していたが、危険すぎて実用に適さないとして開発は放棄されている。日本では過去に爆発事故を起こし、大八木静雄造兵少佐が酸素濃度50%の段階まで進めたものの開発は停滞していた。海軍部内でも反対者が多く、軍務局長・豊田貞次郎に実験中止を提案されたが、岸本は開発を続け、朝熊は設計主任を務めた。岸本、朝熊、大八木は酸素気室と加熱室に空気瓶と不環弁を取り付ける方法で開発に成功した。しかし実際に作動するかは実験で確認しなければならず、誰かがバルブを開かねばならない。失敗すれば爆発が起こり実験科員は生命の危険があった。バルブを開いたのは朝熊で、魚雷は三万メートルを馳走した。酸素魚雷は1936年(昭和11年)正式兵器に採用され、太平洋戦争において戦果を収めた。

### 特殊潜航艇
特殊潜航艇の開発を主導したのは酸素魚雷と同じく、岸本であった。朝熊は設計主任として参加し名和武らと協同し、1935年(昭和10年)に開発に成功している。